# Cent trenta-vuit
El nombre 138 (CXXXVIII) és el nombre natural que segueix el nombre 137 i precedeix el nombre 139.
La seva representació binària és 10001010, la representació octal 212 i l'hexadecimal 8A.
La seva factorització en nombres primers és 2×3×23; altres factoritzacions són 1×138 = 2×69 = 3×46 = 6×23.
Es pot representar com a la suma de dos nombres primers consecutius: 67 + 71 = 138; és un nombre 3-gairebé primer: 3 × 2 × 23 = 138.